# عاصفة أمريكا الشمالية المعقدة (ديسمبر 2013)
عاصفة أمريكا الشمالية المعقدة (ديسمبر 2013) كانت عاصفة قوية ضربت أمريكا الشمالية في 19 ديسمبر (كانون الأول) 2013، ونتج عنها أشكالًا عديدة من الطقس القاسي تمثلت في عاصفة شتوية وعاصفة جليدية شديدة بالإضافة إلى الإعصار الناشئ عنها، والذي ضرب الأجزاء الوسطى والشرقية من كندا وأجزاء من السهول الكبرى الواقعة في وسط وجنوب الولايات المتحدة الأمريكية والمناطق الواقعة في شمال شرق الولايات المتحدة الأمريكية خلال الفترة من 20 ديسمبر (كانون الأول) 2013 إلى 23 ديسمبر (كانون الأول) 2013.
تشكلت عاصفة أمريكا الشمالية المعقدة في جنوب وسط الولايات المتحدة الأمريكية، واتجهت عبر السهول الكبرى المتجهة نحو كندا إلى كندا الأطلسية وشمال شرق الولايات المتحدة الأمريكية حيث تبددت العاصفة في 23 ديسمبر (كانون الأول) 2013. أنتجت عاصفة أمريكا الشمالية المعقدة أمطارًا متجمدة وثلوجًا في المناطق المتضررة مما تسبب في إلحاق أضرار جسيمة بشبكات وخطوط نقل الطاقة الكهربائية والأشجار. كما أسفرت العاصفة عن 29 حالة وفاة وأدت إلى انقطاع التيار الكهربائي عن أكثر من مليون ساكن، وقد قُدّرت قيمة الخسائر والأضرار المادية الناجمة عن عاصفة أمريكا الشمالية المعقدة بأكثر من 200 مليون دولارًا أمريكيًا. تسببت عاصفة أمريكا الشمالية المعقدة في ديسمبر (كانون الأول) 2013 في ظروف مماثلة لما أحدثته العاصفة الجليدية التي ضربت أمريكا الشمالية عام 1998 والتي أثرت على مناطق مماثلة.